# ۱۶۸۴ (میلادی)
۱۶۸۴ (میلادی) هزار و ششصد و هشتاد و چهارمین سال تقویم میلادی است.

## زادگان
- ۱۰ اکتبر – ژان-آنتوان واتو، نقاش فرانسوی (د. ۱۷۲۱)

## درگذشتگان
- ۱۲ مه – ادم مریوت، فیزیک‌دان فرانسوی